# Martin Hayneccius

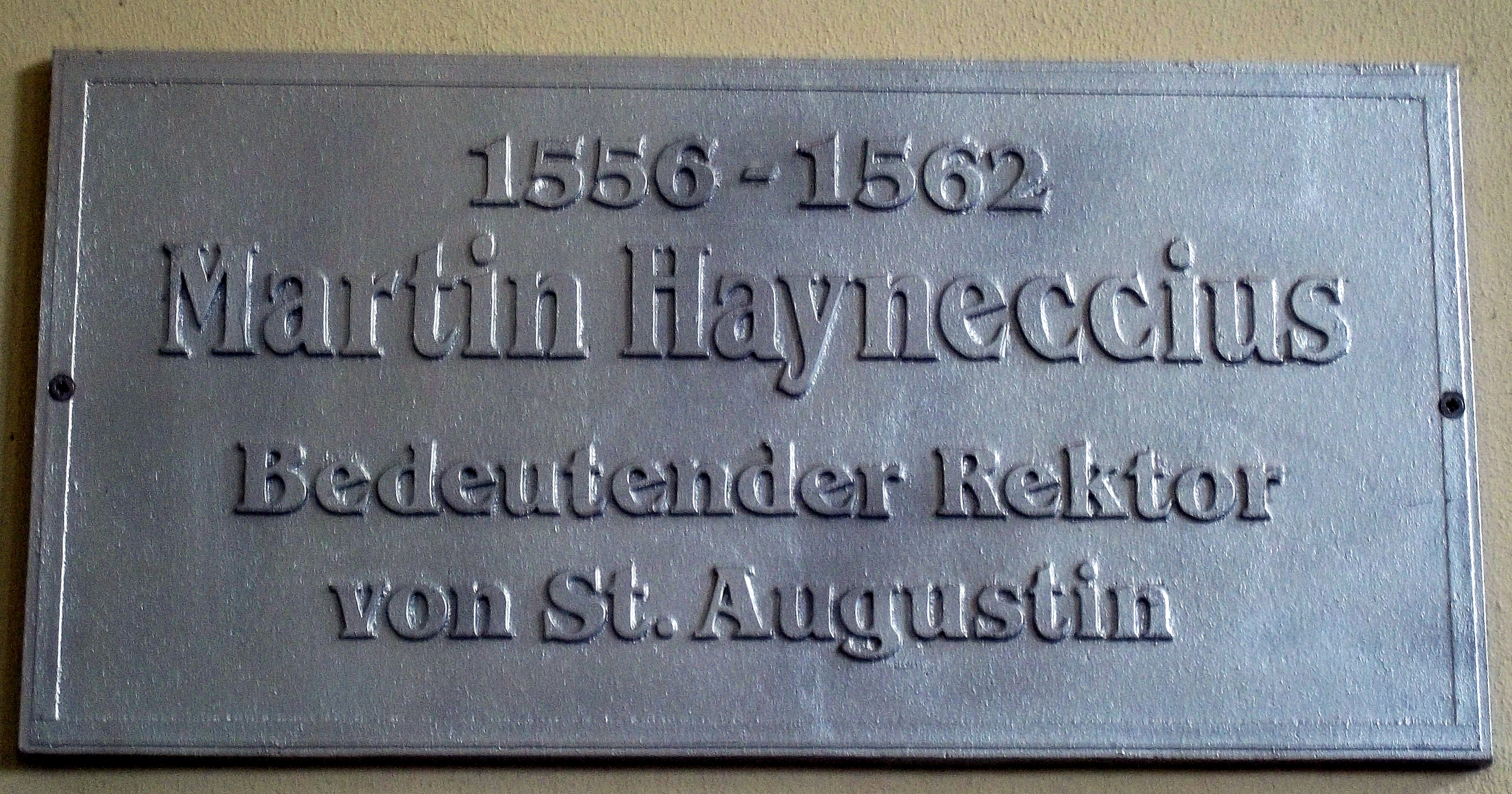
Ehrentafel im Gymnasium St. Augustin in Grimma (im Durchgang des Hauptportals)

Martin Hayneccius (auch: Heinigk, Heinecke, Hennigk, Heineccius; * 10. August 1544 in Borna; † 28. April 1611 in Grimma) war ein Gelehrter, Pädagoge und neulateinischer Dichter des 16. Jahrhunderts.

## Leben
Martin Hayneccius wird als Sohn des Schulmeisters und Bürgermeisters von Borna, Clemens Hayneccius (um 1515–1590) geboren.
Er besuchte die sächsisch-kurfürstliche Landesschule Grimma, die unter der Leitung von Adam Siber stand. Von 1562 bis 1570 absolviert er ein Studium der Philosophie und Theologie an der Universität Leipzig, welches er mit dem Erwerb des Magisters der sieben freien Künste abschloss. Danach war er als Lehrer einige Zeit in Leisnig, Chemnitz, Grimma und Amberg beschäftigt gewesen.
In Amberg hatte er den Schuldienst quittiert und sich einige Zeit ins Privatleben nach Rochlitz zurückgezogen. 1585 wurde er Rektor der Martinschule in Braunschweig und 1588 Rektor der kurfürstlichen Landesschule in Grimma, was er über zwanzig Jahre bis kurz vor seinem Tod blieb. Seine beiden lateinischen Lehrkomödien, die er für den Schulgebrauch verfasste, übersetzte er auch in "handfestes" Deutsch.

## Werke (Auswahl)
- Almansor, Siue Lvdvs Literarivs. Comoedia. Rhamba, Leipzig 1578. (Digitalisat)
- Hansoframea Sive Monoscopus. Comoedia nova. Defner, Leipzig 1581. (Digitalisat)
  - Hans Pfriem. Ein gar lustig mercklich Geticht, wider den vnzeyttigen Fürwitz, Götliche Geheymnüssen zuerforschen. 1600 (Google Books)
- Apobaterium cum Adami Siberi ... et Jacobi Furmanni opopemtico. Leipzig 1583
- Oratio Panegyrica ad natalem tam ilustriss Princip. Frider. V. quam Ludi Prouincialis Ambergensis. Amberg 1554
- Epithalamius in honorem Oberdorfferi. Amberg 1584.[1]
- Ludus litterarius Brunouicensis Martinianus. Basel 1588.[2]
- Schulteuffel. Eine Christliche/ nützliche und schöne Comoedia: Hiebevor mit dem Tittel Almansor, Und der Kinder Schulspiegel/ von M. Martino Hayneccio Born. In Churf. Sächs Landschul Grim beschrieben/ und beyde Lateinisch und Teutsch/ von ihm/ mit sondern fleiß/ aus eigener erfahrung/ in Druck geben. Leipzig, Friedrich Großen Erben, 1603. (Digitalisat)
- Terentius et edit Haynecci. Leipzig 1592, 1606, 1624, 1634
- Die deutschen Übersetzungen seiner beiden Komödien (deutsche Titel: Der Kinder Schulspiegel, Hans Pfriem oder Meister Kecks) sowie ebenfalls als Übertragung die Captivi von Plautus (unter dem Titel: Der Gefangenen Leute Treu), Leipzig, 1582